# Jednotka
Jednotka ((fr) La Une) est une chaîne de télévision généraliste publique slovaque diffusée depuis 1993.

## Historique
Jednotka a été fondé en 1993 à la suite de la disparition du groupe tchécoslovaque Československá televize possédant la chaîne F1, ayant commencé à émettre en 1956 à Bratislava.

## Identité visuelle

Ancien logo de Jednotka de janvier 2004 à mars 2012
Logo de Jednotka depuis mars 2012
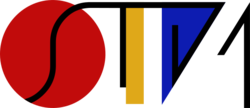
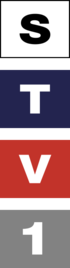
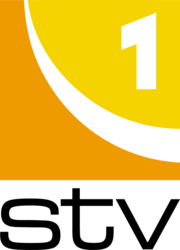
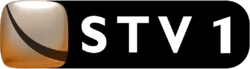

## Programmes
La chaîne diffuse des émissions, des séries jeunesses, étrangères et des documentaires.

### Séries étrangères
| - Dr House - Desperate Housewives - Grey's Anatomy - Buffy contre les vampires - Tru Calling : Compte à rebours | - Les Simpson - Medicopter - McLeod's Daughters - 24 heures chrono |